# Classe Virginia (submarinos)
A Classe Virginia é uma classe de submarinos de ataque nuclear da Marinha dos Estados Unidos. Eles foram projetados para missões de longa duração em alto mar ou no litoral. Foram concebidos como uma alternativa mais barata que os submarinos da classe Seawolf, projetados durante a Guerra Fria, e também substituirão as embarcações da classe Los Angeles.
Os submarinos da classe Virginia serão adquiridos até 2043 e espera-se que permaneçam em serviço até pelo menos 2060, com os submarinos posteriores a operarem até a década de 2070.
Ao menos 66 destes submarinos são planejados pela marinha americana e 24 já estão no serviço ativo.

## AUKUS
Em 14 de março de 2023, o pacto de segurança trilateral australiano-britânico-americano conhecido como AUKUS anunciou que a Marinha Real Australiana compraria três submarinos da classe Virginia como uma medida paliativa entre a aposentadoria de seus submarinos da classe Collins com propulsão convencional e a aquisição dos futuros submarinos da classe SSN-AUKUS. Se o SSN-AUKUS atrasar o cronograma, a Austrália terá a opção de comprar dois submarinos adicionais da classe Virginia.

## Galeria de imagens

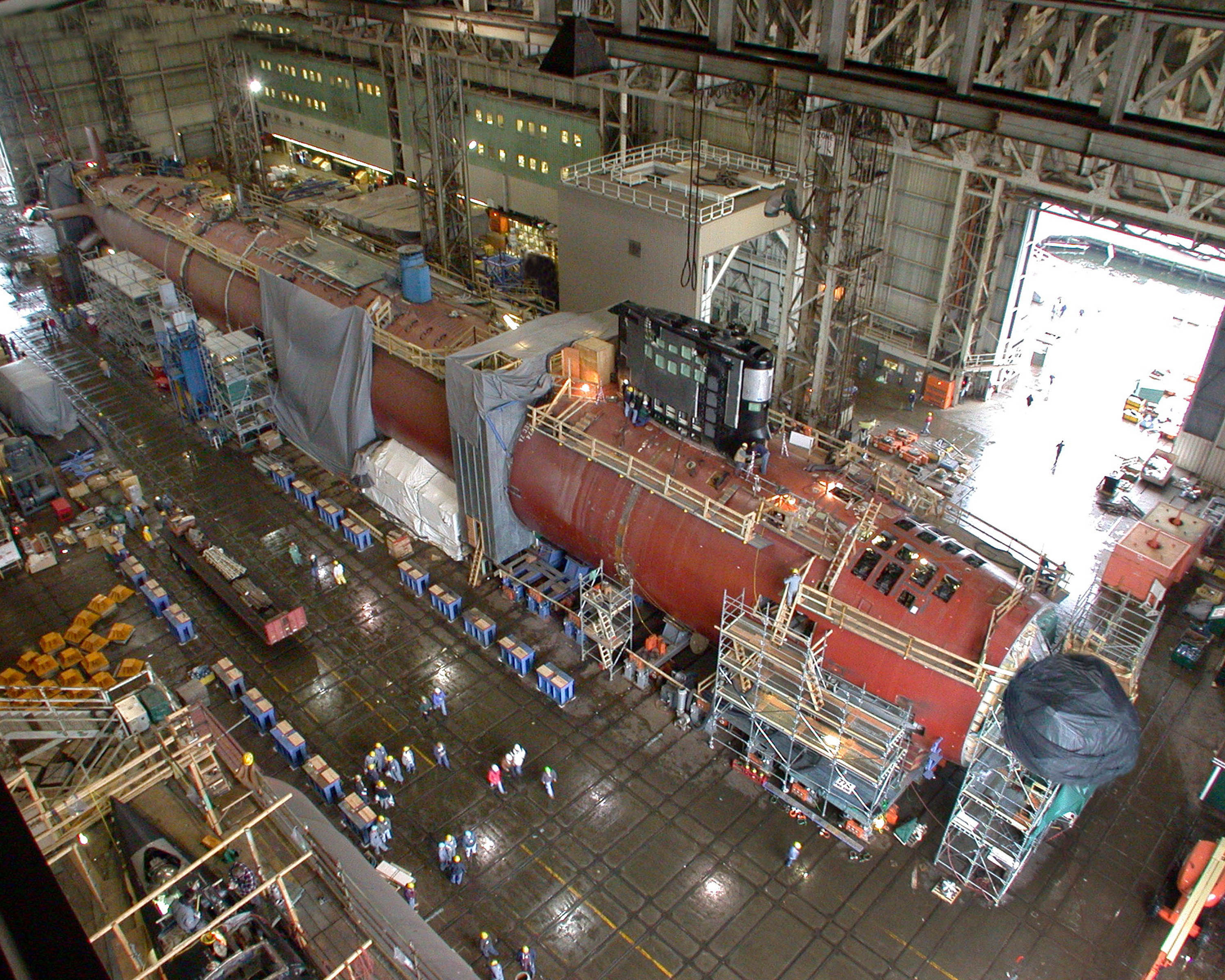
Um submarino desta classe em construção.
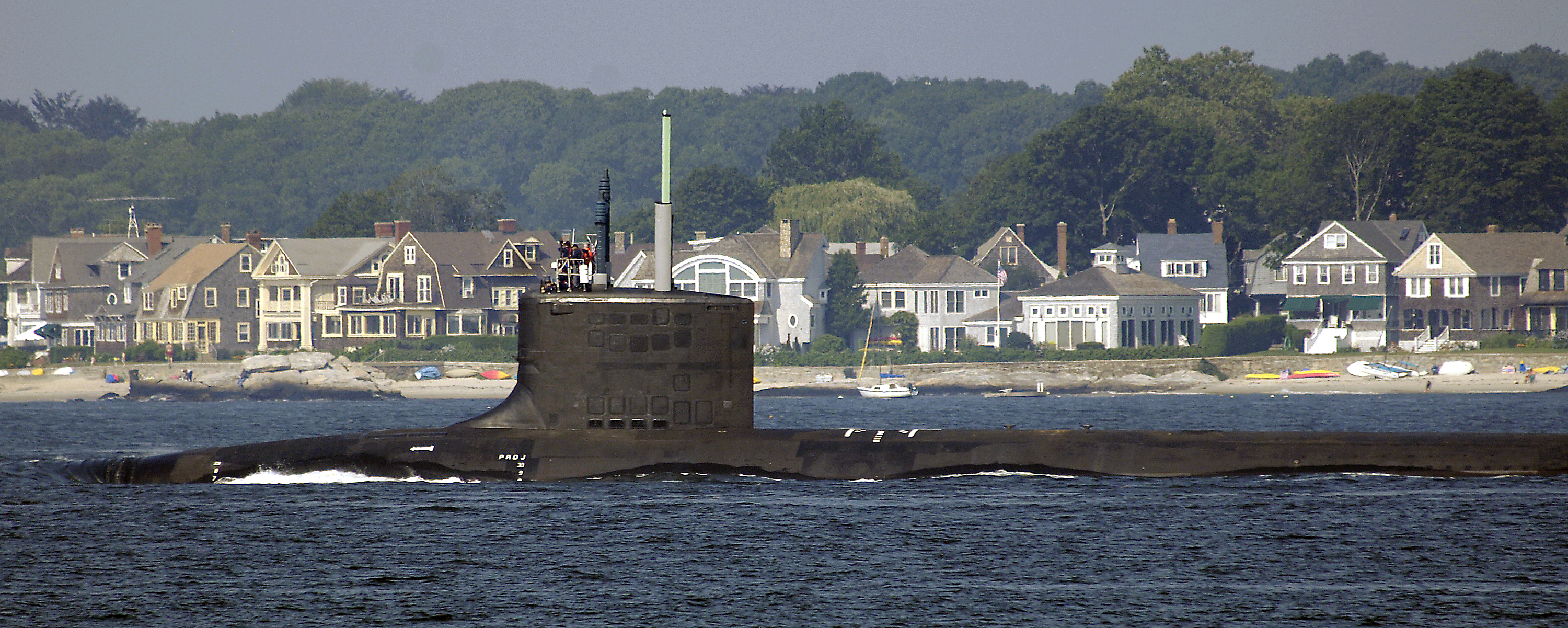
O USS New Hampshire.
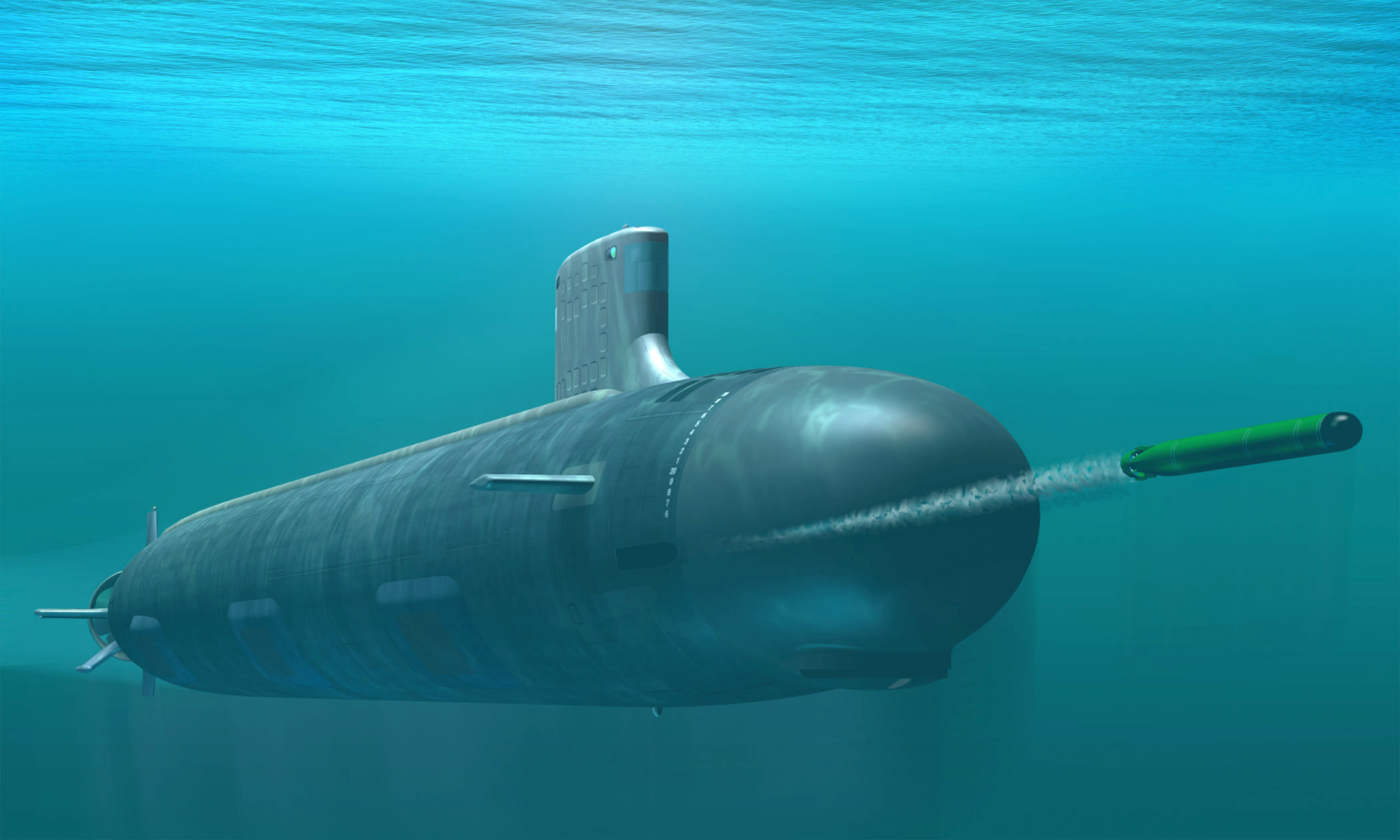
Uma imagem artística demonstrando um submarino da classe Virgínia disparando um torpedo.
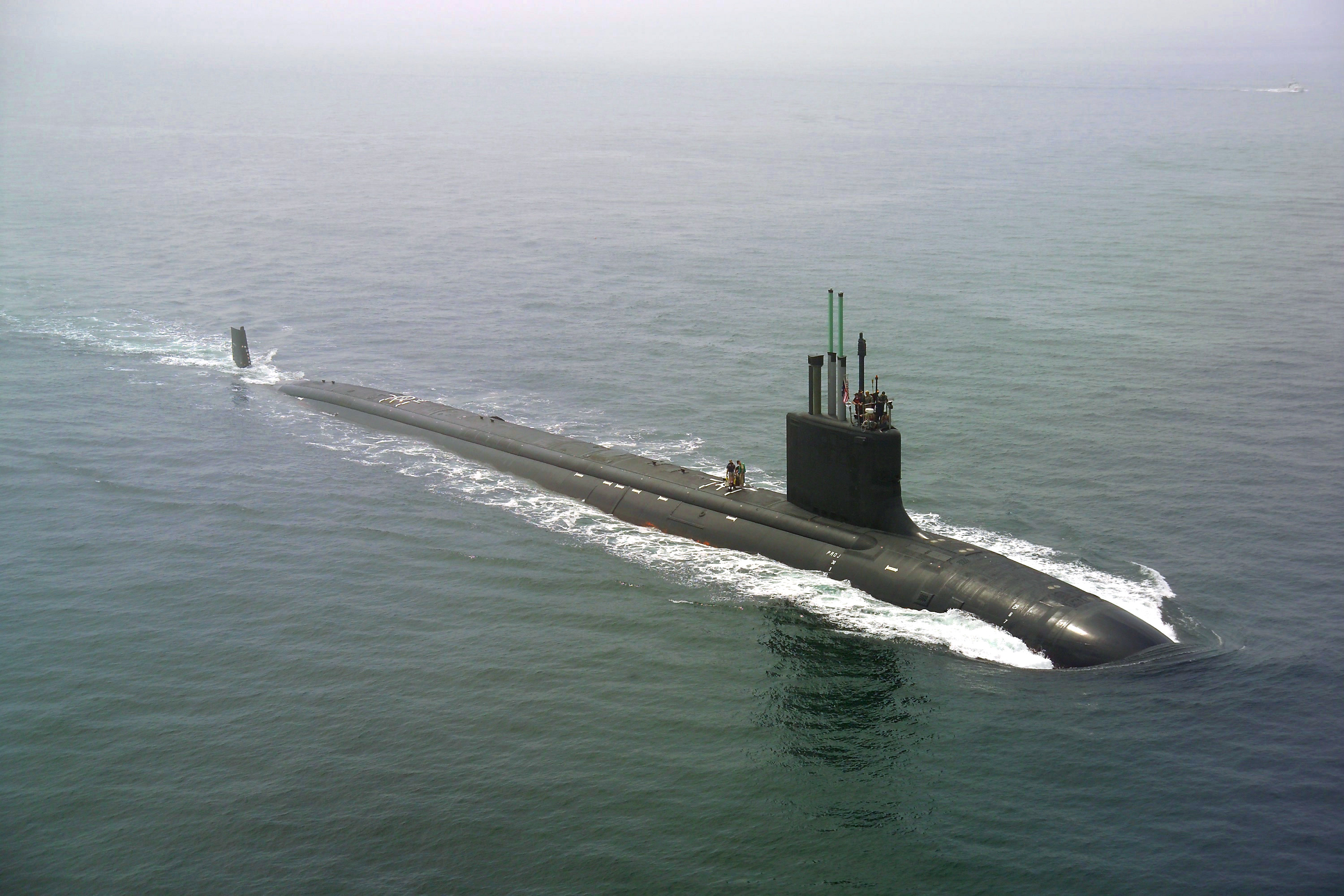
O USS Virginia, o primeiro submarino desta classe.
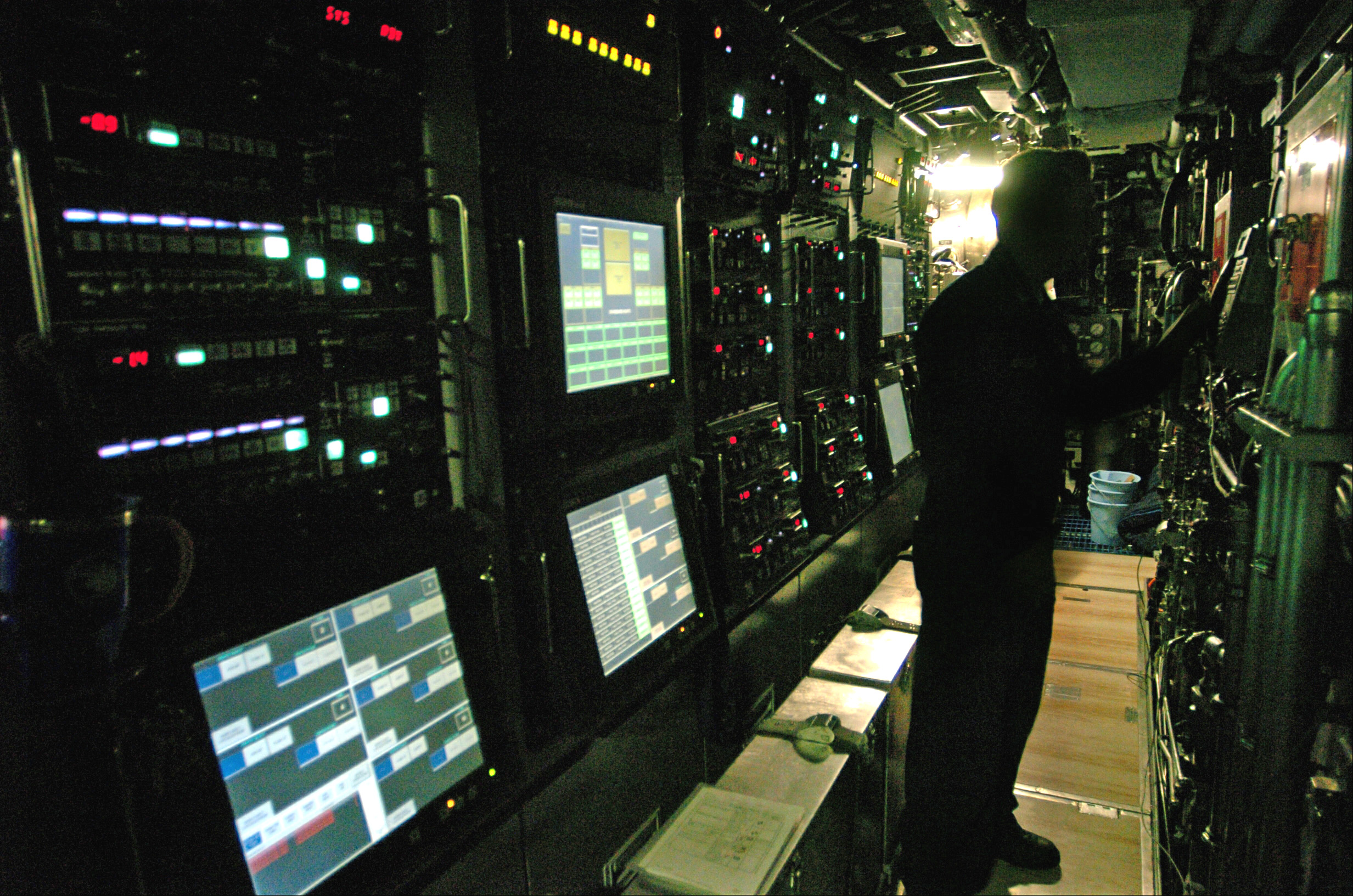
O interior da estação de controle de torpedos do USS Virginia.
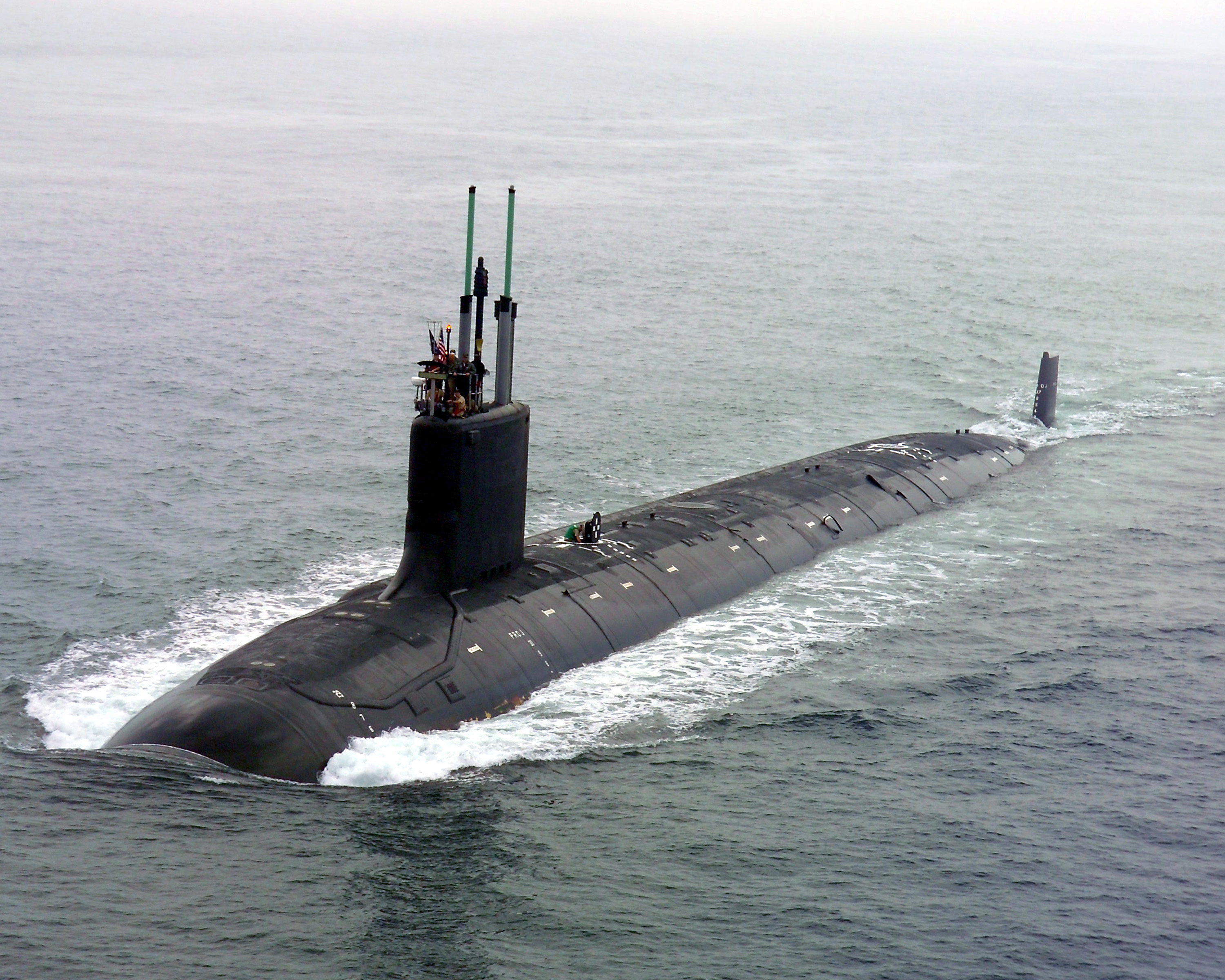
O Virginia em 2004.
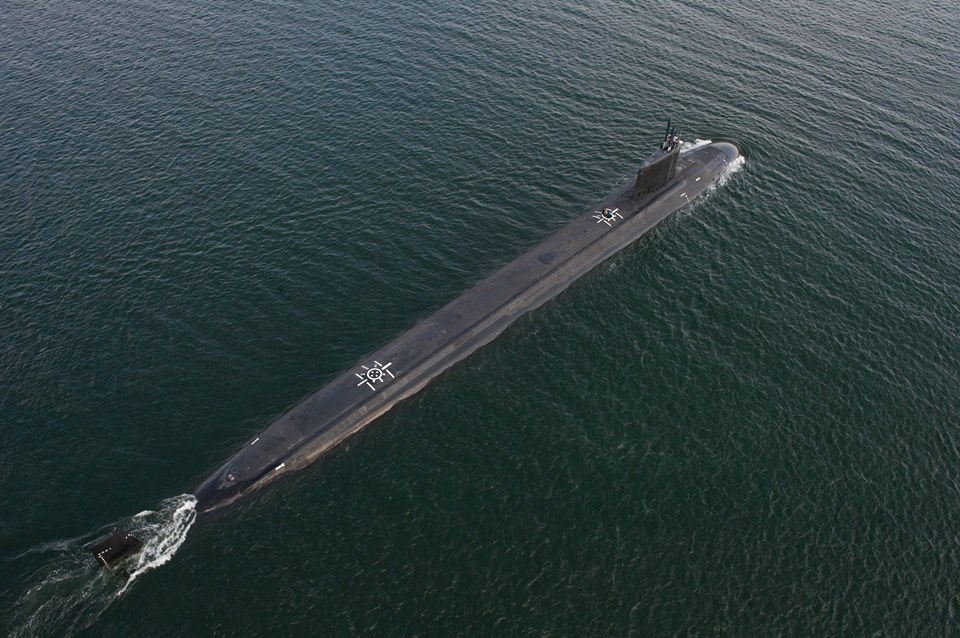
O USS North Dakota na superfície.
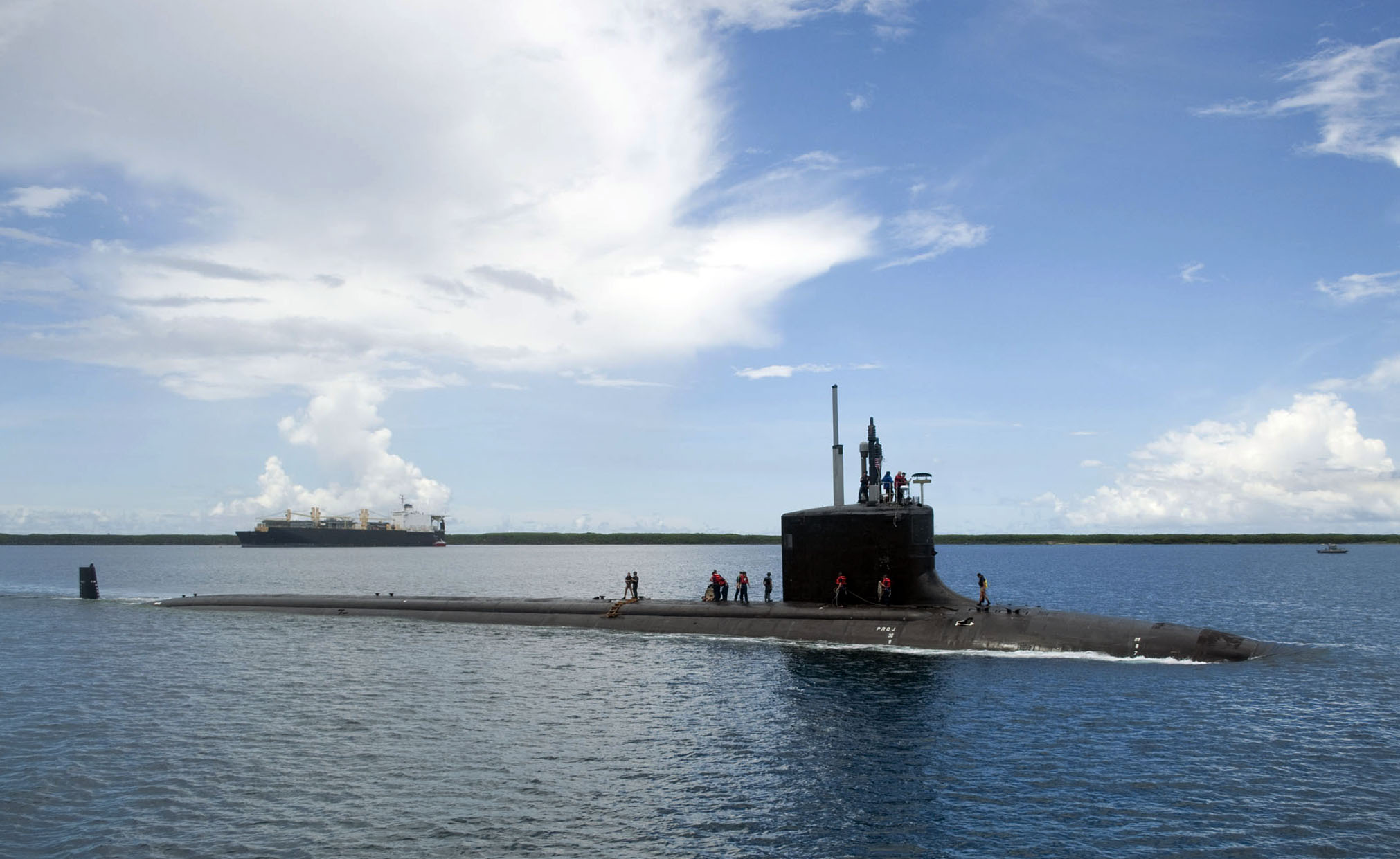
O USS Hawaii (SSN 776).